# Sky Deutschland

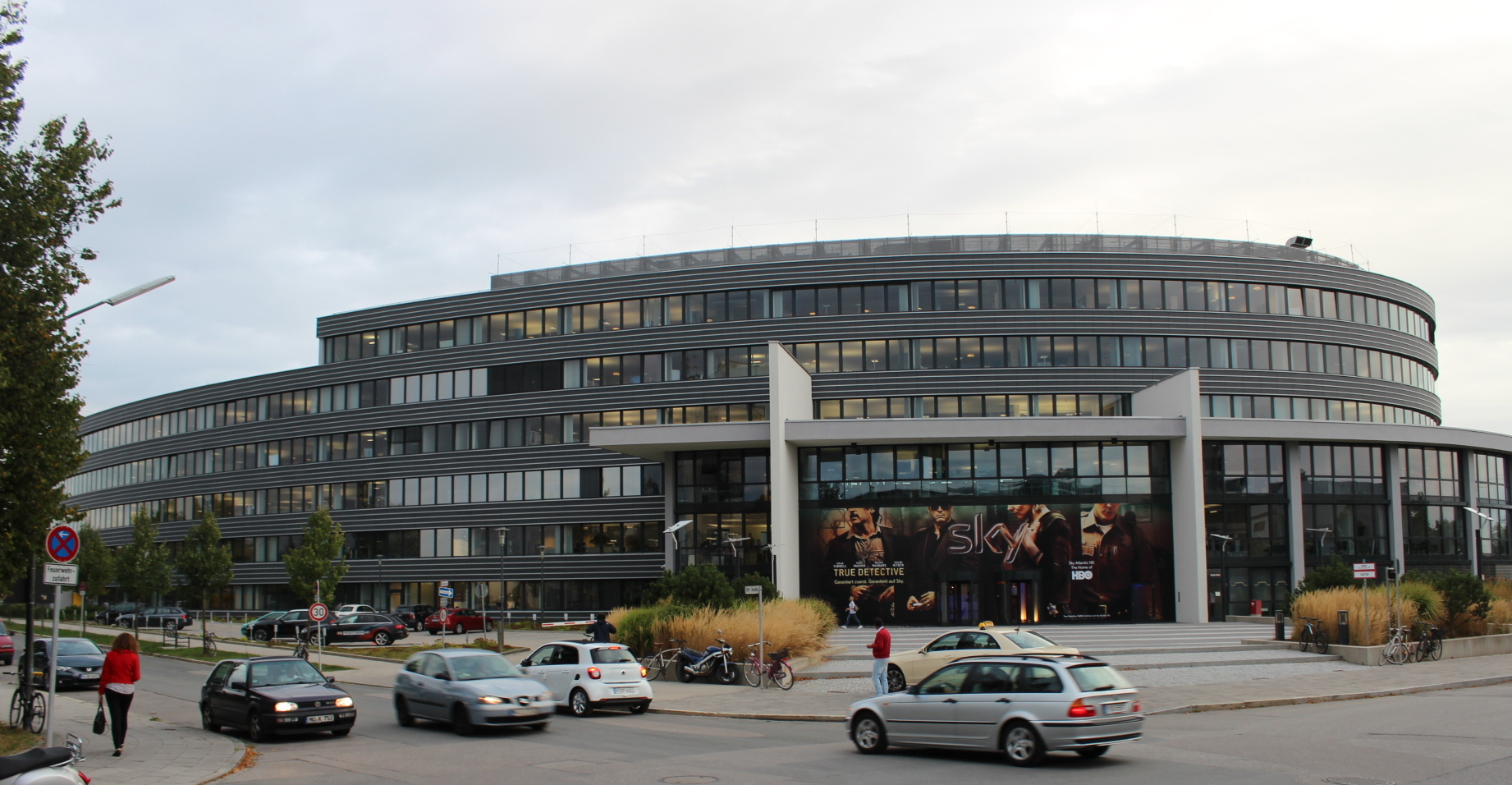
Zentrale in Unterföhring

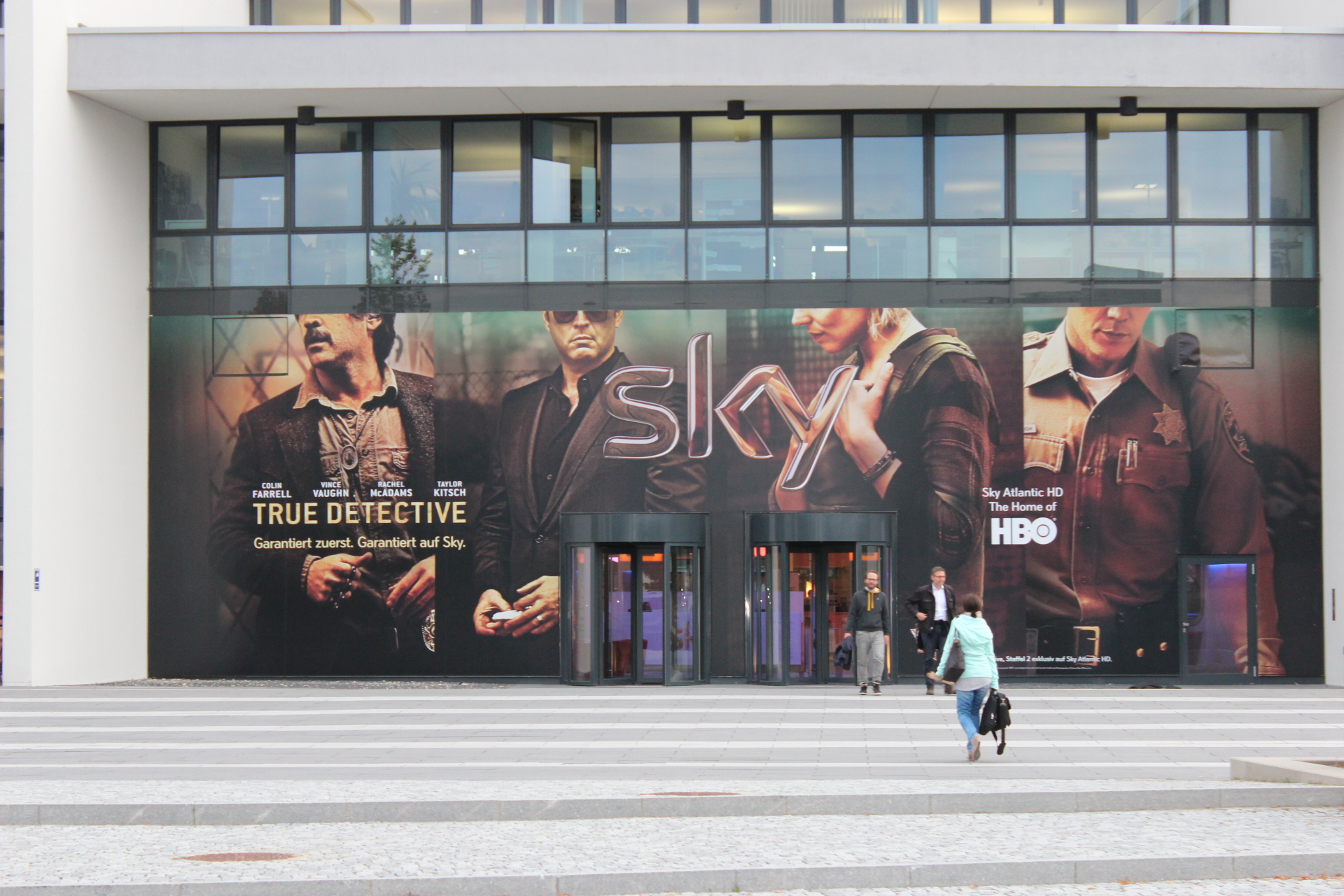
Haupteingang der Zentrale

Die Sky Deutschland GmbH (ehemaliger Name bis Juli 2009 Premiere AG, danach bis November 2015 Sky Deutschland AG) ist ein deutscher Medienkonzern mit Sitz in Unterföhring bei München. Das Unternehmen betreibt über seine Tochtergesellschaft Sky Deutschland Fernsehen GmbH & Co. KG ein Pay-TV-Angebot. Sky Deutschland besitzt Senderechte in Deutschland und Österreich, in Luxemburg können ausgewählte Pakete über das Bezahlfernseh-Angebot von Post Luxembourg und Eltrona bezogen werden. In der Schweiz startete Sky 2017 seine Streaming-Plattform für Sport und 2018 für Serien und Filme. Das Angebot unterscheidet sich jedoch in wesentlichen Punkten vom Angebot in Deutschland und Österreich.
Während der Vorgänger von Sky, Premiere, im Jahr 2005 über 3,4 Millionen Abonnenten verzeichnete, waren es bei Sky im Jahr 2017 schon 5 Millionen Abonnenten. Für 2018 werden in den Medien 5,2 Millionen Abonnenten genannt. Die Zahl dürfte inzwischen gesunken sein. Seit dem Geschäftsjahr 2022 werden vom amerikanischen Mutterkonzern Comcast keine spezifischen Zahlen mehr für die Sky Gruppe und damit auch nicht für Sky Deutschland ausgewiesen.

## Geschäftsmodell
Sky betreibt zum einen eigene Sender, zum anderen dient Sky Sendern anderer Anbieter als Plattform in Deutschland und Österreich. Sky kann man legal in Deutschland und Österreich empfangen. Das komplette Programm ist über den Satelliten Astra zu empfangen, über die meisten Kabelnetzbetreiber – je nach Betreiber – unterschiedlich große Anteile der Programme. Außerdem kann man Sky über die IPTV-Plattformen der Deutschen Telekom und von Vodafone empfangen.
Die beiden Hauptsäulen des Programms bilden zum einen Filme, die vor der Ausstrahlung im frei empfangbaren Fernsehen zu sehen sind und Live-Sport-Ereignisse, vor allem Fußball. Einen wachsenden Anteil bilden Fernsehserien. Außerdem werden auf Spartenkanälen spezielle Interessen bedient.
Um das Programm von Sky zu empfangen, ist regelmäßig der Abschluss eines Abonnements erforderlich. Sky verschlüsselt seine Sender. Auf der Seite des Kunden ist ein Digitalreceiver mit Entschlüsselungssoftware und einer Smartcard notwendig. Je nach Umfang des Abonnements werden auf dieser Smartcard unterschiedliche Programmpakete freigeschaltet.
Ohne ein Abonnement ist die Nutzung einiger Inhalte von Sky über verschiedene eigene Dienste im Internet möglich. Zwischen dem 1. Dezember 2016 und 22. Juli 2021 war das Programm Sky Sport News frei empfangbar.
Sky finanziert sich zum größten Teil über die Abonnementerlöse, zum Teil aus Werbeeinnahmen.

## Geschichte und Gesellschafterverhältnisse

### Von Premiere zu Sky

Letztes Logo der Marke Premiere (2007 bis 2009)

Logotausch in Unterföhring am 3. Juli 2009

Am 4. Juli 2009 startete in Deutschland und Österreich das Programmangebot von Sky. Sky übernahm die technische Infrastruktur und den Kundenstamm des Senders Premiere, der 1990 aus dem Deutschland-Geschäft des Schweizer Teleclubs hervorgegangen war und benannte sich am 9. Juli 2009 von Premiere AG in Sky Deutschland AG um. Die für den Kundenkontakt zuständige Premiere Fernsehen GmbH & Co. KG-Tochtergesellschaft wurde in Sky Deutschland Fernsehen GmbH & Co. KG umbenannt.
Premiere war 1999 mit dem Konkurrenten DF1 zu „Premiere World“ fusioniert. 2002 trugen die hohen Verluste von Premiere World zur Insolvenz der Kirch-Gruppe bei. Eine Pleite von Premiere World selbst konnte nur knapp abgewendet werden. Das Unternehmen benannte sich in Premiere zurück und ging am 9. März 2005 an die Börse.
Am 7. Januar 2008 gab die News Corporation, ein US-amerikanisches Medienkonglomerat unter Leitung von Rupert Murdoch, bekannt, von Unitymedia 14,58 Prozent an Premiere erworben zu haben. Der Anteil wurde seitdem schrittweise erhöht. Im Jahr 2009 übertraf der Aktienanteil erstmals die 30-%-Marke. Ein nach deutschem Aktienrecht vorgesehenes Pflichtübernahmeangebot musste den Kleinaktionären zu diesem Zeitpunkt nicht gemacht werden, da die deutsche Aufsichtsbehörde BaFin einem Antrag der News Corporation auf Befreiung von der Regelung stattgegeben hatte. Bis zum Jahr 2010 erfolgte ein schrittweiser weiterer Ausbau des Anteils auf 39,96 %, der sich Anfang 2010 durch frisches Geld auf 45,42 % weiter erhöhte und im Herbst 2010 einen Anteil von 49,9 % erreichte.
Im Januar 2013 hatte die News Corporation erstmals die absolute Aktienmehrheit inne. Im Rahmen einer weiteren Kapitalerhöhung wurde der Anteil auf 54,8 % erhöht, bis er bis Mitte 2013 auf 57,4 % stieg.

### Umgliederung zu BSkyB
Murdoch benannte die News Corporation im Zuge kartellrechtlicher Obliegenheiten unter Ausgliederung der Printmediensparte, die in der neuen News Corp. aufging, am 28. Juni 2013 in 21st Century Fox um. Die von der 21st Century Fox gehaltenen Gesellschaftsanteile an Sky Deutschland und Sky Italia übernahm die englische British Sky Broadcasting Group plc (BSkyB), die seinerzeit mit 39,14 % ebenfalls unter der Kontrolle von Rupert Murdoch stand. Aus Murdochs Sicht war der Kauf lediglich eine Verschiebung innerhalb seines Konzerns, die aber zugleich Geld freisetzte, das Murdoch an anderer Stelle benötigte.
BSkyB zahlte umgerechnet 3,1 Milliarden Euro für 100 % der Anteile an Sky Italia. Für Sky Deutschland zahlte BSkyB 3,6 Milliarden Euro.
BSkyB war infolge der Übernahme verpflichtet, den Aktionären des im Streubesitz liegenden Minderheitsanteils von 46,6 % ein Übernahmeangebot zu unterbreiten. Das geschah im September 2014. BSkyB bot den Aktionären über die Sky German Holdings GmbH den Kauf je Aktie von 6,75 Euro an. Bis zum Ablauf der Annahmefrist hielt BSkyB etwa 69 % der Sky Deutschland-Anteile.
Am 12. November 2014 wurde das freiwillige öffentliche Übernahmeangebot der Sky German Holdings GmbH abgeschlossen. Zu dieser Zeit hielt Sky German Holdings GmbH 89,05 % der Aktien. Bis 7. Januar 2015 betrug der Stimmrechtsanteil der Sky German Holdings GmbH an der Sky Deutschland AG 95,80 %.
Mit Erreichen von 95 % der Gesellschaftsanteile war es möglich, im sog. Squeeze-out-Verfahren die letzten verbliebenen Minderheitsaktionäre mit 6,68 Euro je Aktie abzufinden und somit 100 % der Gesellschaftsanteile zu erwerben.
Das Delisting der Aktien von der Frankfurter Wertpapierbörse fand am 15. September 2015 (formell letzter Handelstag) statt.
Am 27. September 2015 wurde die Sky Deutschland AG in die Sky Deutschland GmbH umgewandelt.

### Von BSkyB zu Comcast

BSkyB und damit indirekt auch Sky Deutschland als deren Tochtergesellschaft stand im Jahre 2018 ihrerseits zum Verkauf. Kaufinteressenten waren die 21st Century Fox, die im Juni 2018 in großen Teilen an den US-Unterhaltungskonzern The Walt Disney Company verkauft worden war, und die US-amerikanische Comcast Corporation, die der größte Kabelanbieter und zweitgrößter Internet-Provider in den USA ist und bereits NBCUniversal und DreamWorks Animation gekauft hatte. Comcast zahlte im September 2018 umgerechnet gut 33 Milliarden Euro für BSkyB. Dabei übernahm Comcast nicht nur den 39%igen Anteil von 21st Century Fox, sondern erwarb weitere Aktienanteile von anderen Aktionären, sodass Comcast nun im Besitz von mehr als 75 % der Anteile von BSkyB ist. BSkyB als auch Sky Deutschland sind damit zu amerikanischen Unternehmen geworden.
Im Oktober 2022 berichtete Bloomberg, Comcast wolle Sky Deutschland verkaufen, weil das Deutschlandgeschäft die Geschäftszahlen von Comcast belaste. Einer der Gründe für die Situation von Sky in Deutschland und Italien sei die Präsenz von DAZN. In Deutschland habe DAZN Sky die Rechte an der UEFA Champions League weggeschnappt und halte einen bedeutenden Anteil an den Bundesliga-Rechten, während in Italien Sky von seinem aufstrebenden Konkurrenten als Hauptsender der Serie A verdrängt worden sei – die beiden heimischen Fußballligen seien mit Abstand die wichtigsten Objekte in jedem Markt. In Italien ist Sky, was die Abonnentenzahlen angehe, deutlich erfolgreicher. Der in Rede stehende Kaufpreis von 1 Milliarde Euro für Sky Deutschland gelte für Comcast als schlechtes Geschäft. Comcast wolle aber raus, weil die Perspektive fehle. Anders als in Großbritannien oder Italien sei Sky Deutschland kein Breitband-Provider. Eine Positionierung als lukrativer Triple-Play-Versorger für Internet, Telefon und TV sei der deutschen Sky-Tochter damit nie möglich. Ohne die Möglichkeit als Vollversorger aufzutreten, hänge Sky Deutschland gänzlich vom Geschäft mit Programm-Abos ab und sähe sich dabei seit Jahren dem verschärften Wettbewerb mit neuen Streamingdiensten ausgesetzt, der die Preise und damit mögliche Margen drücke. Nachdem ProSiebenSat.1 Media SE bereits kein Interesse an einer Übernahme bekundete, und auch die Deutsche Telekom AG und Vodafone abwinkten, sprang der konkrete Kaufinteressent United Internet Ende Dezember 2022 ab.
Im März 2023 kamen Gerüchte darüber auf, dass ProSiebenSat.1 unter veränderten Bedingungen doch an einer Übernahme von Sky Deutschland interessiert sei. Das im Januar 2024 berichtete Interesse des französischen Pay-TV-Anbieters Canal+ zerschlug sich offenbar im Mai 2024. Neue Zahlen Anfang 2024 ließen erwarten, dass Comcast seine Verkaufspläne vorerst nicht weiterverfolgen werde. Ende Juni 2025 wurde aber überraschend mitgeteilt, dass Sky Deutschland von RTL Deutschland für 150 Millionen Euro zuzüglich einer variablen Komponente, die in den nächsten Jahren in Abhängigkeit des Kursverlaufes der RTL-Aktie bis zu 377 Millionen Euro betragen könne, gekauft werde, sofern die Kartellbehörden dem zustimmten. Der CEO von RTL Deutschland, Stephan Schmitter, hofft, dass die Zustimmung der Kartellbehörden Anfang 2026 vorliegen wird.

## Konzernstruktur
Der Konzern besteht heute aus der Sky Deutschland GmbH, die als Muttergesellschaft für den eigentlichen Fernsehsender, der 100%igen Tochter Sky Deutschland Fernsehen GmbH & Co. KG, fungiert. Die persönlich haftende Gesellschafterin der GmbH & Co. KG (Komplementär) ist die Sky Deutschland Verwaltungs-GmbH. Über beiden Gesellschaften steht die Sky Germany Holdings GmbH mit Sitz in Unterföhring, die der eher unbekannte, nach außen in der Regel nicht in Erscheinung tretende Kopf der deutschen Sky ist. Diese Gesellschaft ist ihrerseits eine 100%ige Tochter der Sky International Operations Ltd. mit Sitz in Isleworth, einem Stadtteil von London.

### Sky Deutschland
Die Sky Deutschland Fernsehen GmbH & Co. KG als Kerngesellschaft des Konzerns hat mehrere Aufgaben. Zum einen tritt sie als Plattformbetreiber auf und hält die Kundenbeziehungen zu den Abonnenten. Zum anderen tritt sie als Veranstalter der meisten eigenproduzierten Sender des Konzerns auf. Über die Jahre des Konzernbestehens hat die erste Funktion deutlich zu Lasten der letzteren an Bedeutung gewonnen, da ein immer größerer Teil der Sender der Plattform extern produziert wird.

### Sky Österreich
Die Sky Deutschland Fernsehen GmbH & Co. KG hat wiederum mehrere Tochtergesellschaften, wie zum Beispiel die Anbieterin des Bezahlfernseh-Programms für Österreich, die Sky Österreich Fernsehen GmbH. Sky Österreich veranstaltet das Programm Sky Sport Austria, das auch in Deutschland vermarktet wird, und hält die Kundenbeziehungen zu den Abonnenten in Österreich.

### Sky Schweiz
Sky Deutschland Fernsehen GmbH & Co. KG hat im Jahr 2017 das Westschweizer Unternehmen Homedia übernommen, das unter der Marke Hollystar DVDs und Video on Demand (VoD) angeboten hat. Im Januar 2018 wurde Homedia in Sky Switzerland SA unbenannt. Mit der Übernahme begann Sky seine Inhalte direkt als eigenständiger Streamingdienst auf dem Schweizer Markt anzubieten.

### Weitere Beteiligungen
Außerdem werden sämtliche Anteile an der Sky Deutschland Service Center GmbH in Schwerin und an der Sky Deutschland Customer Center GmbH in Teltow gehalten, die für die Kundenbetreuung bei Sky zuständig sind, sowie der Sky Hotel Entertainment GmbH, die einen Teil des Sky-Programms für Hotels vertreibt. Darüber hinaus besitzt Sky derzeit 100 % der Sky Media Network GmbH (bis 29. Februar 2012 Premium Media Solutions GmbH), des Werbezeitvermarkters der Plattform.
Der Kundenservice wird hauptsächlich über die beiden Inhouse-Service-Center in Schwerin und Teltow abgewickelt, in denen über 1000 Mitarbeiter beschäftigt werden. Daneben arbeitet Sky mit verschiedenen externen Partnern in ganz Deutschland zusammen, die Kundenserviceleistungen im Auftrag von Sky erbringen.

## Technische Entwicklung, Angebotsplattformen
Im Gegensatz zu Premiere, das seit den 2000er Jahren auf eine Zertifizierung von Digital-Receivern verschiedener Hersteller setzte, verfolgt Sky eine Politik der hauseigenen Digital-Receiver. Sky kann zwar weiterhin mit Receivern verschiedener Hersteller empfangen werden, einige Zusatzangebote können aber nur mit den hauseigenen Sky-Receivern genutzt werden.
Seit dem 18. November 2015 sind alle Programme der Sky-Plattform (ausgenommen Programme der HD+-Plattform) über Satellit ausschließlich via DVB-S2 empfangbar.

### Sky+
Im August 2009 stellte Sky seinen eigenen Digital-Receiver Pace Sky HD 1 vor. Mit dem Pace S PVR HD 1 wurde im Mai 2010 ein HD-Rekorder angeboten. Die darin verbaute Festplatte besaß eine Kapazität von 320 GB. Seit Dezember 2010 bietet Sky externe Festplatten an. Die Kombination aus Digitalreceiver und externer Festplatte vermarktet Sky unter dem Namen „Sky+“. Am 26. März 2013 stellte Sky eine externe Festplatte mit einer Kapazität von 2 TB vor.

### HD, 3D und UHD
Früh setzte bereits der Vorgänger Premiere auf die Ausstrahlung in HD. Der erste Regelbetrieb eines HD-Senders in Deutschland und Österreich waren die drei Sender Premiere HD, Premiere HD Sport und Premiere HD Thema am 19. November 2005, seit der Fußball-Weltmeisterschaft 2006 im durchgehend „nativen“ HDTV. Die erste HD-Live-Übertragung war der Bundesliga-Klassiker 1. FC Köln gegen den FC Schalke 04.
Sky ging zum Sendebeginn 2009 mit sechs HD-Kanälen an den Start.
Im Eventkanal Sky 3D bot Sky seit dem 14. März 2010 regelmäßig Filme, Sportereignisse, Dokumentationen oder Konzerte in 3D an. Dabei wurde im Side-by-side-Verfahren gesendet. Der Regelbetrieb startete am 13. Oktober 2010. Zum 1. Juli 2017 wurde Sky 3D wieder abgeschaltet.
Die erste UHD-Live-Übertragung eines Fußballspiels war die des FC Bayern München gegen Werder Bremen am 26. April 2014, die erste UHD-Konzertübertragung und Testausstrahlung mit den Fantastischen Vier am 20. Dezember 2014.
Mitte Juli 2015 gab Sky bekannt, sich Kapazitäten für die Ausstrahlung von Ultra-HD beim Satellitenbetreiber Astra reserviert zu haben. Anfang Oktober 2016 starteten mit den linearen Sendern Sky Sport Bundesliga UHD und Sky Sport UHD die ersten regelbetriebenen Sender in UHD. Filme und Serien in UHD werden über Sky On Demand angeboten. UHD gibt es nur in Verbindung mit Sky Q.

### Angebote über das lineare Fernsehen hinaus

#### Sky Home/Sky On Demand (ehemals Sky Anytime)
Mit den hauseigenen Festplattenreceivern kann der Video-on-Demand-Dienst genutzt werden, den Sky im August 2011 unter dem Namen Sky Anytime einführte. Dabei handelt es sich um eine Offline-Videothek. Die Hälfte der Festplatten wird dafür genutzt, parallel zum Sendesignal gestreamte Filme abzuspeichern und zum Abruf bereitzuhalten. Den Rahmen bietet eine Applikation, die im Digital-Receiver gestartet werden kann. Die Inhalte sind thematisch sortiert. Je nach dem Abonnement des Verbrauchers kann er die inhaltlich dazu passenden Sendungen ansehen. Ein Teil der Inhalte ist nur gegen zusätzliches Entgelt abrufbar – dieses Angebot vermarktet Sky unter dem Namen „Sky Select“.
Seit Dezember 2014 bietet Sky seinen Kunden mit Sky Home in Verbindung mit einem Festplattenreceiver an, über eine Internetverbindung (IPTV) ein erweitertes Angebot per Stream zu nutzen. Mit der Bekanntgabe von Quartalszahlen im April 2015 wurde angekündigt, dieses Angebot auch für Kunden mit Kabelanschluss zur Verfügung zu stellen.
Im November 2015 wurde das Angebot von Sky Anytime in Sky On Demand umbenannt.

#### Sky Go
Einen Großteil seiner Live-Programme und ausgewählte Filme bietet Sky seit April 2011 auf seiner Plattform Go an. Die Nutzung von Sky Go ist an ein Abonnement von Sky gebunden. Der Umfang des Angebots ist abhängig von den abonnierten Inhalten. Sky Go kann auf Computern, Fernsehern, Tablets und vielen Smartphones genutzt werden. Sky beschränkt den Zugang zu Sky Go technisch auf fünf Geräte insgesamt und ein Gerät zur selben Zeit.
Am 3. August 2015 gab Sky bekannt, dass die kostenpflichtige Zusatzoption Sky Go Extra gestartet wird. Dabei werden gewünschte Inhalte aus Sky Go heruntergeladen und können dann ohne Internetverbindung genutzt werden. Auch kann auf zwei Geräten gleichzeitig geschaut werden.

#### WOW / Sky X

Logo von WOW

WOW ist seit Juni 2022 der Streamingdienst von Sky Deutschland, über den unabhängig von einem regulären Sky-Abonnement Inhalte des Sky-Programms auf monatlicher Basis abonniert und per Streaming genutzt werden können. Diese sind über dieselben Wege wie Sky Go abrufbar. Die angebotenen Inhalte sind im Wesentlichen mit dem regulären Sky-Abonnement identisch, es gibt allerdings Unterschiede bei der Paketstruktur sowie auf technischer Ebene; so werden z. B. über WOW keine UHD-Inhalte angeboten. Von August 2016 bis Juni 2022 wurde das Angebot unter dem Namen Sky Ticket betrieben, davor unter dem Namen Sky Online.
Aktuell (Stand März 2024) werden drei Pakete angeboten: Serien, Filme & Serien sowie Live-Sport. Das Serien-Paket umfasst zahlreiche Serien, das Filme & Serien-Paket zusätzlich Filme, und das Paket Live-Sport enthält sämtlichen Live-Sport, der auch über das reguläre Sky-Abo angeboten wird, inkl. den Inhalten des Bundesliga-Pakets, welches bei einem regulären Sky-Abo separat erworben werden muss. Das Serien-Paket (ohne Filme) ist seit 2024 nicht mehr explizit gelistet, kann aber über eine Abwahl der Film-Inhalte beim Erwerb des Filme & Serien-Pakets bezogen werden.
Das österreichische Pendant zu WOW ist der Streamingdienst Sky X.

#### Sky Select

Logo von Sky Select

Sky bezeichnet sein nVOD-Programm bzw. Pay-per-View-Angebot als Sky Select. Es handelt sich dabei hauptsächlich um aktuelle Filme, seltener auch die Übertragung von Veranstaltungen. Diese Sendungen werden zeitversetzt auf eigens dafür reservierten Kanälen ausgestrahlt und bei Bedarf einzeln freigeschaltet. Zur Bestellung kann neben Telefon und Internet seit Mai 2013 ein Rückkanal des hausinternen Receivers genutzt werden.

Logo von Sky Store

Zum 1. Oktober 2020 wurde Sky Select im Filmbereich durch den neuen Sky Store ersetzt.

#### Sky Box Sets
Bei den Sky Box Sets handelt es sich um ein Archiv, welches hauptsächlich aus Serien besteht. Die Inhalte werden nicht auf Sendern übertragen, sondern lassen sich auf Abruf abspielen. Im Programm stehen Serien der unterschiedlichsten Genres. Auch Sky-Eigenproduktionen wie Chernobyl oder Gomorrha stehen auf Abruf bereit. Zugang zu den Sky Box Sets erhält man mit dem Sky Entertainment-Paket oder mit Sky Ticket.

### Sky Originals

Logo von Sky Studios

Logo von Sky Originals

Seit der Fusion der einzelnen Sky-Unternehmen mit Comcast firmieren die Eigenproduktionen von Sky Studios unter der Bezeichnung Sky Originals. Dazu gehören auch Co-Produktionen wie die Serien Das Boot oder Babylon Berlin.

### Verschlüsselung
Der Zugang zu Premiere war mit einer Entschlüsselungskarte ermöglicht worden. Diese Karte hatte die Form einer typischen Kreditkarte und hatte einen Elektronik-Chip verbaut.
Premiere nutzte seit 2003 das Verschlüsselungssystem Nagravision des Unternehmens Kudelski, das zunächst als sicher galt und nur mit der sogenannten Card-Sharing-Methode umgangen werden konnte, bei der die benötigten Decoderschlüssel über ein tatsächlich bestehendes Abonnement berechnet und über das Internet verteilt werden mussten. Ab November 2005 konnte die Verschlüsselung mit einer speziellen Smartcard umgangen werden. Gegen Händler und Käufer dieser Karte ging Premiere juristisch vor. Später wurde die Entschlüsselung auch über einen reinen Software-Emulator möglich.
Ab August 2008 führte Premiere ein neues Verschlüsselungssystem ein. Neben einer überarbeiteten Version des bisherigen Systems Nagravision nutzt Sky vor allem die NDS-Videoguard-Software der News Corp. (NDS Middleware Mediahighway). Für die Umstellung wurden schrittweise die Software der Receiver aktualisiert und neue Smartcards ausgegeben.
Seit Anfang Juni 2010 gibt Sky an Satellitenkunden bevorzugt Karten vom Typ V13 (NDS) bzw. seit Juli 2012 V14 (NDS) und seit 2018 V15 (NDS) aus und tauschte diese anfangs nur in Ausnahmefällen noch gegen S02 (Nagravision) aus. Ebenso werden seitens Sky keine Sat-Receiver mit integriertem Nagra-System mehr zertifiziert oder ausgegeben.
Des Weiteren werden seit Februar 2014 alte S02 (Nagravision-)Karten gegen die V14 (NDS) inklusive neuer Sky-Receiver getauscht, um den Kunden „die neueste Receiver Technologie und den Zugang zu allen innovativen Sky Diensten“ zu ermöglichen. Diese Karten werden mit dem Receiver verheiratet (gepairt); mit ihnen ist es nicht mehr möglich, Receiver von Drittanbietern zu nutzen bzw. die Karte in einem anderen von Sky zertifizierten Gerät zu betreiben. Durch das Blockieren der EMMs (Entitlement Management Messages) und das manuelle Schreiben der Aktivierungs- und Verlängerungsnachrichten ist es möglich, das Zwangspairing zu umgehen.
Zwischen dem 10. und 11. November 2015 wurde Nagravision für die Verbreitung via Satellit von Sky endgültig abgeschaltet.

## Programmangebot

### Eigenproduktionen
| Originaltitel       | Genre           | Premiere          | Episoden          | Status                             |
| ------------------- | --------------- | ----------------- | ----------------- | ---------------------------------- |
| Babylon Berlin      | Krimi           | 13. Oktober 2017  | 28 in 3+ Staffeln | Um eine vierte Staffel verlängert. |
| Das Boot            | Krieg           | 23. November 2018 | 26 in 3+ Staffeln | Um eine vierte Staffel verlängert  |
| Der Pass            | Krimi           | 25. Januar 2019   | 16 in 2+ Staffeln | Um eine dritte Staffel verlängert. |
| 8 Tage              | Endzeit         | 1. März 2019      | 8                 | Miniserie                          |
| Hausen              | Horror          | 2020              | 8                 | Beendet                            |
| Ich und die anderen | Drama           | 29. Juli 2021     | 6                 |                                    |
| Die Ibiza Affäre    | Drama           | 21. Oktober 2021  | 4                 | Miniserie                          |
| Die Wespe           | Comedy          | 3. Dezember 2021  | 6                 | Um eine dritte Staffel verlängert  |
| Funeral for a Dog   | Drama           | 17. März 2022     | 8                 | -                                  |
| Munich Games        | Krimi, Thriller | 2. September 2022 | 6                 | -                                  |

### Eigenproduzierte Sender
Sky Deutschland strahlt zum einen eigenproduzierte Sender aus, zum anderen werden Programme anderer Anbieter über diese Plattform ausgestrahlt.

#### Sport
- Sky Sport News
- Sky Sport Top Event
- Sky Sport Bundesliga HD
- Sky Sport Bundesliga UHD
- Sky Sport Bundesliga 1–10
- Sky Sport 1–10
- Sky Sport UHD
- Sky Sport F1
- Sky Sport Premier League
- Sky Sport Mix
- Sky Sport Tennis
- Sky Sport Golf
- Sky Sport Austria 1–7

#### Serien/Shows
- Sky One
- Sky Showcase
- Sky Atlantic
- Sky Krimi
- Sky Replay
- Sky Crime

#### Film
- Sky Cinema Premiere
- Sky Cinema Action
- Sky Cinema Family
- Sky Cinema Highlights
- Sky Cinema Classics

#### Dokumentation
- Sky Arts (Schwerpunkte: Kunst und Kultur; nur On-Demand)
- Sky Documentaries (Schwerpunkte: Gesellschaft, Sport, Kultur, Wissenschaft und Unterhaltung)
- Sky Nature (Schwerpunkte: Tiere, Pflanzen und Umwelt)

#### Big Brother
Ab der fünften Staffel 2004 produzierte Premiere in Zusammenarbeit mit verschiedenen Sendern Big-Brother-Sendungen. Der extra eingerichtete Sender zeigte in der Regel für eine Extragebühr rund um die Uhr Ereignisse aus dem Studio. 2015 wurden sowohl die Formate Promi Big Brother als auch die reguläre Fernsehshow nach einer einjährigen Pause übertragen.

#### Sonderprogrammierungen
Gelegentlich werden eigenproduzierte Filmsender zu besonderen Anlässen umbenannt. Vor Start der fünften Staffel der Fernsehserie Game of Thrones wurde Sky Hits HD in Sky Thrones HD umbenannt.
Anlässlich des Kinostarts des James-Bond-Films James Bond 007: Spectre wurde im Oktober und November 2015 der Sky-Sender Sky Hits HD für annähernd zwei Monate in Sky 007 HD umbenannt; auf dem Sender wurden wiederholt alle bisher produzierten James-Bond-Filme und begleitende Dokumentationen ausgestrahlt. Während dieser Marketing-Aktion gab es keinen Ersatz für die sonst auf Sky Hits HD ausgestrahlten Filme.
In der Vergangenheit erhielt der Sender Sky Hits bzw. Sky Hits HD in der Weihnachtszeit den Namen Sky Christmas mit entsprechenden Programmschwerpunkten.

### Eigenproduzierte Sendungen

#### Fußball

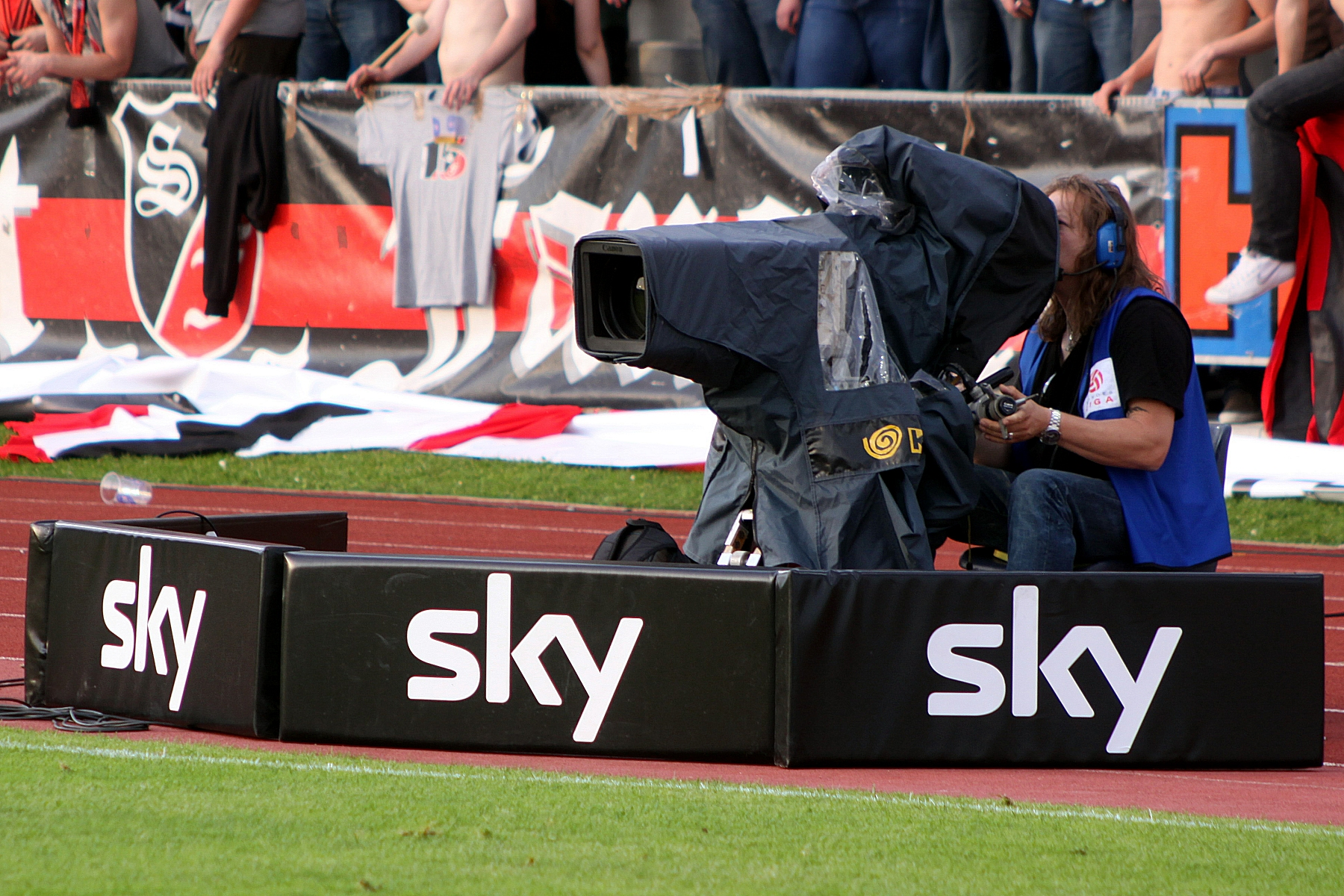
Fernsehkamera von Sky

Das Fußballangebot besteht aktuell aus den Samstagsspielen der 1. Bundesliga, der kompletten 2. Bundesliga, der österreichischen Bundesliga, dem DFB-Pokal, ausgewählten Spielen des DFB-Pokals der Frauen sowie der englischen Premier League und ausgewählten Spielen der englischen FA Women’s Super League. Im österreichischen Angebot sind darüber hinaus sämtliche Spiele der Europapokal-Wettbewerbe (UEFA Champions League, UEFA Europa League und UEFA Europa Conference League) enthalten. Das Fußball-Programm wird durch verschiedene Kommentatoren und Moderatoren begleitet. Bekanntester Vertreter war bis zum Ende der Fußball-Saison 2015/16 Chefkommentator Marcel Reif. Seinen Posten übernahm Wolff-Christoph Fuss.

##### DFB-Pokal
Den DFB-Pokal der Männer überträgt Sky seit der Spielzeit 2008/09.
In den Spielzeiten 2022/2023 bis 2025/2026 überträgt Sky alle 63 Spiele live und in der „Sky-Konferenz“. ARD und ZDF haben das Recht, 15 Spiele pro Saison, darunter die beiden Halbfinals und das Pokalfinale, zu übertragen. DAZN hat das Recht, ab Mitternacht des Spieltags Highlights der Pokalpartien anzubieten, während Sport1 sich das Recht sicherte, ab dem Folgetag des jeweiligen Spiels frei empfangbare Spielberichte und Clips zu zeigen.

##### Bundesliga und 2. Bundesliga
Ab der Saison 2009/10 war Sky direkt und exklusiv in Besitz der TV-Rechte über Kabel, Satellit und Web-TV im Internet. Zum gleichen Zeitpunkt wurde ein neuer Spielplan eingeführt, der durch bis zu neun Anstoßzeiten in den beiden Bundesligen die Programmfläche der Bundesliga im Programm von Sky deutlich erhöhte. Sky verlor die IPTV-Übertragungsrechte, die sich die Deutsche Telekom sicherte, und die Bundesliga über ihre LIGA total!-Kanäle ausstrahlte.
Am 17. April 2012 erhielt Sky von der DFL für vier Jahre alle Pay-TV-Rechte für die Bundesliga ab der Saison 2013/14 bis zur Saison 2016/17. Dabei bestand man gegen die Deutsche Telekom, die ihre bisherigen IPTV-Rechte verlor. Dafür zahlte Sky die Rekordsumme von durchschnittlich 485,7 Millionen Euro pro Saison. Seit der Saison 2013/14 sendet Sky zudem alle Spiele der beiden Bundesligen in HD.
Auf Druck des Bundeskartellamts veränderte die DFL im Juni 2016 die Paketstrukturen der zu vergebenden Übertragungsrechte, durch die eine Alleinstellung eines einzigen Anbieters nicht mehr möglich war. Ab der Saison 2017/18 bis zur Saison 2020/2021 zeigte neben Sky auch Eurosport 2 HD Xtra Teile der Begegnungen der 1. Bundesliga. Das Eurosport-Paket bestand aus 30 Freitagabendspielen der 1. Bundesliga um 20:30 Uhr, fünf Sonntagspartien um 13:30 Uhr, fünf Montagabendspielen um 20:30 Uhr sowie vier Relegationsspielen sowie dem DFL-Supercup. Eurosport 2 HD Xtra trat seine Übertragungsrechte mit Wirkung der Saison 2019/2020 an DAZN ab. Das ZDF übertrug im Free-TV einzelne Live-Spiele. Der Großteil der Spiele blieb somit exklusiv bei Sky, insbesondere alle Spiele der 2. Bundesliga. Pro Spielzeit zahlte der Sender 876 Millionen Euro an die DFL.
Ab der Saison 2021/2022 bis zur Saison 2024/2025 wurde die Aufspaltung der Bundesliga-Übertragungsrechte auf mehrere Sender weiter vertieft. Sky sicherte sich alle Live-Rechte der 1. Bundesliga am Samstag, DAZN alle Spiele am Freitag und am Sonntag. Sky behielt die Exklusivrechte an der 2. Bundesliga mit Ausnahme des Samstagabend-Spiels, das auch bei Sport1 im Free-TV zu sehen ist. ProSiebenSat.1 erwarb das Free-TV-Paket mit der Saisoneröffnung der 1. und 2. Bundesliga, zwei Bundesliga-Spielen rund um die Winterpause, Supercup und Relegation; diese Spiele sind über Sat.1 zu sehen. Die Zusammenfassung (Erstverwertung im Free-TV) der Spiele der Bundesliga am frühen Samstagabend sowie am Sonntagabend sicherte sich erneut die ARD. Das ZDF wird weiter am Samstagabend mit der Zweitverwertung von Bundesliga und 2. Bundesliga im Free-TV sowie der Free-TV-Erstverwertung des Bundesliga-Topspiels zum Zuge kommen. Neu ist, dass sich die ARD die Zusammenfassung der 2. Bundesliga – zusätzlich zum frühen Samstagabend – auch am Freitag und Sonntag sichern konnte; teilweise erfolgt die Ausstrahlung über den Sender One. Mit der neuen Rechtevergabe erlöst die DFL ab 2021/22 durchschnittlich 1,1 Milliarden Euro pro Saison.
Für die Spielzeiten 2025/2026 bis 2028/2029 muss Sky weitere Abstriche an den Rechten zur Live-Übertragung der Bundesligaspiele hinnehmen: Sky verliert die von dem Unternehmen eingeführte „Sky-Konferenz“ der Sonnabend-15:30-Uhr-Spiele, deren Ausrichtung nun DAZN zufällt, behält aber die Rechte an den Einzelspielen zu dieser Zeit. Die Sonntagsspiele überträgt weiterhin DAZN, während das Freitagabendspiel zu Sky zurückkehrt und auch das Topspiel am Samstagabend, der Supercup und die Relegationsspiele weiterhin von Sky übertragen werden. Sky zeigt auch weiterhin die komplette 2. Bundesliga. RTL erhält das Recht, das Samstagabendspiel der 2. Bundesliga zusätzlich neben Sky live zu übertragen. ProSiebenSat1 sicherte sich erneut das Free-TV-Paket, das die Saisoneröffnungsspiele der Bundesliga und 2. Bundesliga, jeweils ein Bundesliga-Spiel vor und nach der Winterpause, die Relegationsspiele und den Supercup umfasst. Die DFL erlöst einschließlich der Nachberichterstattungsrechte und der Hörfunkrechte pro Saison durchschnittlich 1,121 Milliarden Euro pro Saison.

##### UEFA Champions League
Im September 2005 erwarb Premiere die Free-TV- und Bezahlfernseh-Rechte an der UEFA Champions League für zunächst drei Jahre ab der Saison 2006/07. Dieser Schritt sorgte für Aufsehen unter den Fußballfans und Vereinen, die die zeitnahe Übertragung im freien Fernsehen gefährdet sahen. Die Befürchtung erwies sich im Nachhinein als unbegründet. Premiere strahlte unter dem Titel Champions TV in einem Programmfenster im Sender Sat.1 weiterhin pro Runde ein Spiel live im frei empfangbaren Fernsehen aus.
Zur Saison 2009/10 erwarb Sat.1 die „Free-TV“-Rechte für ein Spiel pro Woche direkt von der UEFA, Sky erwarb die „Pay-TV“-Rechte an allen Spielen. Erstmals waren in dem Rechtepaket auch alle Spiele der letzten Qualifikationsrunde enthalten, die seitdem im gewohnten Umfang – alle Spiele live und in Konferenz – ebenfalls von Sky ausgestrahlt wurden.
Auch für die Saison 2012/13 bis Mitte 2015 erhielt Sky die Übertragungsrechte an der UEFA Champions League. Die Rechte bezogen sich auf die Live- und auf die zeitversetzte Übertragung sämtlicher UEFA-Champions-League-Begegnungen sowie auf die dienstags und mittwochs ausgestrahlten Highlights-Sendungen. Sky setzte seit dieser Spielzeit auf ein eigenes Champions-League-Programmformat in Form einer Live-Sendung. An jedem UEFA-Champions-League-Spieltag von 19:00 Uhr bis Mitternacht führten die Moderatoren im Sky-Studio in Ismaning durch die Sendung, an der sich abwechselnde Gäste ebenso wie private Studiogäste beteiligten.
Die „Free-TV“-Ausstrahlungsrechte wechselten ab der Saison 2012/13 bis Mitte 2015 von Sat.1 zum ZDF. Der Umfang der Übertragungsrechte war dabei in etwa identisch mit dem Verwertungspaket, das Sat.1 zuvor innehatte. Das ZDF konnte pro Spielwoche eine Begegnung live übertragen, genauso wie das an einem Samstag stattfindende Endspiel des Wettbewerbs und den UEFA-Superpokal. Im Unterschied zur Programmstruktur des Privatsenders Sat.1 zeigte das ZDF nach der eigentlichen Übertragung direkt und ohne Werbeunterbrechung die Zusammenfassung von Partien, die parallel stattfanden.
Im Dezember 2013 gelang es Sky, die Übertragungsrechte bis zur Saison 2017/18 zu verlängern. Sky sicherte sich die Rechte an den Live-Übertragungen und den Highlights über alle Verbreitungswege. Die Kunden konnten die Spiele über TV, im Netz, über iPhone oder iPad oder über die Xbox 360 sehen. 128 der 146 Begegnungen dürfen exklusiv über die Sky-Kanäle ausgestrahlt werden.
Das ZDF erhielt für denselben Zeitraum das Recht, bis zu 18 Spiele pro Saison inklusive der K.-o.-Runden mit deutscher Beteiligung, Finale und UEFA-Super-Cup im Rahmen der „Free-TV“-Ausstrahlung zu übertragen. Sollte nach der Gruppenphase nur noch eine deutsche Mannschaft im Wettbewerb vertreten sein, hatte das ZDF erstmals die Möglichkeit, diese Spiele auch an einem Dienstagabend zu zeigen.
Mit der Neuvergabe der TV-Rechte an der UEFA Champions League wanderte ein Teil der Berichterstattung ab der Saison 2018/2019 bis zur Saison 2020/2021 zum Streamingkonkurrenten DAZN ab. DAZN besaß die exklusiven Übertragungsrechte für 104 der 125 Champions-League-Spiele, von denen 110 auf dem Streamingportal zu sehen waren. Sky übertrug 34 Partien, überwiegend ausgewählte Einzelspiele und Konferenzen. An Gruppenspieltagen lief lediglich ein Spiel in voller Länge bei Sky, die restlichen 7 Spiele waren exklusiv bei DAZN zu sehen. Das ZDF besaß keine Free-TV-Übertragungsrechte mehr, lediglich ein Finale mit deutscher Beteiligung musste gemäß Rundfunkstaatsvertrag im Free-TV zu sehen sein, was mit dem Finale der Saison 2019/20 der Fall war.
Sky Sportsbars hatten auf zwei Kanälen (DAZN 1 Bar HD und DAZN 2 Bar HD) die Möglichkeit, alle Champions-League-Spiele zu zeigen. Sky-Privatabonnenten konnten diese Kanäle nicht empfangen.
Ab der Saison 2021/2022 hatte Sky Deutschland die Übertragungsrechte für die nächsten drei Spielzeiten an der UEFA Champions League an DAZN und Amazon Prime verloren. Sky Österreich besaß hingegen weiterhin Übertragungsrechte und übertrug alle Spiele der Champions-League-Spiele über Sky Sport Austria live. Die Übertragung konnte nur mit einem österreichischen Sky-Abonnement gesehen werden.
In den Spielzeiten 2024/2025 bis 2026/2027 verblieb es in Deutschland bei der Aufteilung der Rechtevergabe zwischen DAZN und Amazon Prime. Amazon Prime hat an Dienstagen das Erstzugriffsrecht und überträgt das ausgewählte Spiel exklusiv. Alle weiteren Spiele und die Konferenz (ohne das Amazon Prime-Spiel) werden von DAZN übertragen. Sky hat keine Rechte. In Deutschland hält Sky aber für eigene Abonnenten, die auf der Sky-Plattform ein DAZN-Abonnement abgeschlossen haben, zwei terrestrisch zu empfangene Kanäle DAZN 1 und DAZN 2 bereit, auf denen u. a. ausgewählte Spiele der UEFA Champions League aus dem DAZN-Angebot gesehen werden können. Mit der linearen Übertragung entfallen die technischen Nachteile des Streamings.
Sky Österreich besitzt für die Spielzeiten 2024/2025 bis 2026/2027 weiterhin Übertragungsrechte an der UEFA Champions League und überträgt alle Spiele live mit Ausnahme des Topspiels am Mittwoch, das exklusiv bei Canal+ Austria zu sehen ist. Wie bisher, ist für den Zugang ein österreichisches Sky-Abonnement erforderlich.

##### UEFA Europa League
Seit September 2009 übertrug Sky ausgewählte Spiele der UEFA Europa League – unter anderem alle Spiele der deutschen und österreichischen Vereine – live. Nach jedem Spieltag wurden im Anschluss an die Begegnungen ausführliche Zusammenfassungen der ausgestrahlten Partien sowie kurze Zusammenfassungen der übrigen Partien gezeigt. Ab dem Viertelfinale wurden alle Spiele einzeln oder in der Konferenz live übertragen.
Die Rechte zur live- und zeitversetzten Übertragung aller Spiele der Europa League hatte sich Sky auch für die Zeit von 2012 bis 2015 gesichert. Seit 2012 verfügte Sky zudem über zusätzliche Rechte an der UEFA Europa League, indem es ein zweites Live-Spiel auf exklusiver Basis auswählen konnte. Die Free-TV-Rechte an der UEFA Europa League erhielt die ProSiebenSat.1 TV Deutschland GmbH, die jeweils donnerstags ein Spiel pro Spieltag live über ihren Programmkanal kabel eins ausstrahlte.
Die Pay-TV-Rechte an allen Spielen mit deutscher Beteiligung erhielt Sky bis einschließlich der Saison 2017/2018. Die Free-TV-Rechte an der UEFA Europa League erhielt die Constantin Medien AG. An den sechs Spieltagen der Gruppenphase übertrug der Sender Sport1 je ein Spiel, in den K.O.-Runden je ein Hin- und Rückspiel und das Finale. Die Begegnung, die am jeweiligen Spieltag ausgestrahlt wurde, konnte der Sender mit dem sogenannten „First Pick“ selbst wählen.
Mit der Neuvergabe der TV-Rechte an der UEFA Europa League verlor Sky sämtliche Rechte an der Europa League ab der Saison 2018/19 bis 2020/21 an den Konkurrenten DAZN und dessen Free-TV-Partner RTL. Es wurden 190 der 205 Europa-League-Paarungen pro Saison exklusiv im Internet übertragen, die Free-TV-Partner RTL (Deutschland) und Puls4 (Österreich) zeigten lediglich 15 der 205 Spiele im frei empfangbaren Fernsehen.
Für die Spielzeiten 2021/22 bis 2023/2024 fielen die Übertragungsrechte an der UEFA Europa League und der neu geschaffenen UEFA Europa Conference League in Deutschland an die Mediengruppe RTL Deutschland. Spiele dieser Ligen sind auf den Free-TV-Sendern RTL und Nitro und über das kostenpflichtige Videoportal TVNOW zu sehen, das am 4. November 2021 in RTL+ umbenannt wurde.
Für Österreich konnte Sky wieder Übertragungsrechte für alle Spiele erwerben. Ausgewählte Spiele waren im Free-TV bei ServusTV (Erstwahlrecht) und im ORF zu sehen.
Für die Spielzeiten 2024/2025 bis 2026/2027 verblieben in Deutschland die Rechte bei RTL; die Spiele werden somit weiterhin bei RTL, Nitro oder im kostenpflichtigen Stream bei RTL+ gezeigt.
Seit 2024 zeigt Sky Deutschland im Rahmen einer Kooperation mit RTL pro Spielwoche zwei Spiele der Europa League oder Conference League live.
Im Österreich besitzt Sky Österreich für die Spielzeiten 2024/2025 bis 2026/2027 die Rechte an der UEFA Europa League und der UEFA Conference League. Für das Mittwoch-Topspiel fiel das Erstauswahlrecht der Europa League oder Conference League aber an den Sender Canal+. Im Free-TV sind einzelne Spiele aus der Europa League und der Conference League bei Puls 4 zu sehen.

#### Premier League

Sky hatte die Begegnungen der englischen Premier League bis Ende der Spielzeit 2015/2016 gezeigt. Nachdem in den Spielzeiten 2016/2017 bis 2018/2019 die Übertragungsrechte bei DAZN lagen, gelang es Sky, für die Spielzeiten 2019/2020 bis 2021/2022 die Übertragungsrechte für Deutschland, Österreich, die Schweiz, Luxemburg und Liechtenstein zurückzuerlangen. Es wurden alle Spiele übertragen, davon 232 von 380 Spielen live, der Rest in voller Länge zeitversetzt.
Auch in den Saisons 2022/2023 bis 2024/2025 lagen die Übertragungsrechte für den deutschen Sprachraum bei Sky. Im Januar 2024 erwarb der Streamingdienst RTL+ von Sky das Recht, pro Spielwoche jeweils ein Top-Spiel im Livestream zu zeigen.
Sky hat sich für Deutschland, Österreich und die Schweiz die Übertragungsrechte an der Premier League auch für die Spielzeiten 2025/2026 bis 2027/2028 gesichert. Über 250 der 380 Spiele sollen live, alle weiteren zeitversetzt gezeigt werden.

#### Formel 1
Vom Großen Preis von Deutschland 1996 in Hockenheim an wurden alle Rennen live übertragen, zunächst auf DF1, seit dem Großen Preis von Österreich 1999 bis zur Fusion auch parallel auf Premiere. Von Anfang an dabei sind die Kommentatoren Jacques Schulz und der ehemalige Rennfahrer Marc Surer, zusätzliche Kommentatoren waren zeitweise Burkhard Nuppeney und Heinz Prüller. Werbeunterbrechungen gibt es bei den Formel-1-Übertragungen nur vor dem Start und nach dem Zieleinlauf. Seit der Saison 2013 sind aber ungefähr 60 Sekunden Split-Screen-Werbung pro Rennen geplant. Bis 2009 wurde das gesamte Rennwochenende in mehreren, frei wählbaren Kanälen übertragen, seit 2010 gilt das nur noch für die Qualifikation und das Rennen selbst. Alle Vorberichte für die Rennen in der Saison 2012 wurden nicht wie bei dem kostenlosen Free-TV-Mitbewerber RTL von der Strecke, sondern ausschließlich aus dem Studio in München produziert. Zudem wurden die Rennen aus Bahrain, Singapur, Japan, Korea und Indien nicht von Jacques Schulz und Marc Surer live vor Ort von der Strecke kommentiert, sondern lediglich aus einer Kommentatorenbox aus München. Ab der Saison 2013 übernahm Sascha Roos die Nachfolge von Jacques Schulz, der aus persönlichen Gründen als Kommentator zurücktrat.
Vor der Umwandlung von Premiere in Sky galt die Formel 1 hinter dem kommerziellen Fußball als die zweitwichtigste Sportart im Premiere-Sportrechteportfolio. Die Priorität nahm von 2009 an jedoch deutlich ab. Der vorige Vertrag, der am 30. Januar 2013 verlängert wurde, lief bis zum Ende der Saison 2015. Am 21. August 2015 gab Sky bekannt, auch bis einschließlich Saison 2017 die Formel 1 zu übertragen. Am 25. Januar 2018 gab Sky bekannt, den Vertrag mit dem neuen Formel-1-Inhaber Liberty Media nicht zu verlängern. Sky wollte die Exklusivrechte für die Formel 1 haben. Hierzu war Liberty Media nicht bereit, da RTL die Übertragungsrechte für das Free-TV innehat.
Ab der Saison 2019 durfte Sky wieder die Formel 1 für die Saison 2019 und 2020 übertragen und teilte sich erneut die Rechte mit RTL.
Nachdem RTL bekanntgegeben hat, die Formel 1 ab der Saison 2021 nicht mehr zu übertragen, hat sich Sky die Exklusivrechte für die Formel 1 gesichert. Dabei sollen vier ausgewählte Rennen per Sublizenz auch im Free-TV bei RTL sowie eine 30-minütige Highlight-Show nach jedem Rennen bei Sky Sport News übertragen werden. 2023 strahlte RTL keine Formel-1-Rennen aus; die vier kostenlosen Rennen wurden stattdessen von Sky selbst per Livestream im Internet übertragen.
Am 12. März 2021 baute Sky das Motorsportangebot mit einem neuen Sender Sky Sport F1 aus, der 24 Stunden lang Formel 1 und die Unterklassen Formel 2, Formel 3 und den Porsche Supercup zeigt. Der Sender zeigt zudem Dokumentationen und Serien rund um das Thema Motorsport. Außerdem überträgt der Sender Sky Sport F1 die IndyCar Series.
Seit 2024 sind im Rahmen einer Kooperation mit RTL sieben Rennen pro Saison wieder bei dem Free-TV-Sender zu sehen.

#### MotoGP
Seit 2024 zeigt Sky alle Rennen der MotoGP und der untergeordneten Rennklassen Moto2, Moto3 und MotoE. Zuvor wurden alle Rennen exklusiv vom Free-TV-Sender ServusTV übertragen, der seinen linearen Sendebetrieb in Deutschland zum Jahresende 2023 eingestellt hatte. In Österreich zeigt ServusTV weiterhin alle Rennen im Free-TV. In Deutschland werden zwölf Rennen pro Saison vom neuen Free-TV-Sender DF1 übertragen, der zum Jahreswechsel den Sendeplatz von ServusTV Deutschland übernommen hat.

#### Handball
Von 2013/14 bis zur Saison 2019/20 zeigte Sky die Spiele der EHF Champions League, die vorher von Eurosport übertragen wurden. Ab der Spielzeit 2017/18 erwarb Sky zudem die Rechte für die Übertragung der Handball-Bundesliga, die zuvor bei Sport1 lagen. Mit der Spielzeit 2023/24 verlor Sky die Übertragungsrechte an den Streamingdienst Dyn.

#### Eigenproduktionen und Engagement in der Filmindustrie
In den frühen Jahren von Premiere unter der Regie von CLT-UFA und Canal+ gab es unverschlüsselte Eigenproduktionen wie 0137, Zapping und Kalkofes Mattscheibe.
Ebenso trat das Unternehmen auch als Co-Produzent von Fernsehfilmen auf, man kooperierte zumeist mit der ARD oder RTL. Diese Filme waren dann vor der Free-TV-Premiere zuerst bei Premiere zu sehen. Nach der Übernahme von Kirch verzichtete Premiere auf weitere Filmproduktionen. Ein neuerlicher Ausflug in die Welt der Coproduktion, der unter Georg Kofler eingeleitet wurde, wurde aufgrund des Verlustes der Bundesliga-Rechte und der daher eintretenden finanziellen Probleme abgebrochen. Die US-Serie Over There blieb die letzte Coproduktion von Premiere. Während Premiere in der Folge abseits des Sportprogramms auf jegliche Eigenproduktionen verzichtete und sogar seine täglichen bzw. wöchentlichen Magazine Sky Magazin und Sky Lounge von Fremdfirmen produzieren ließ, stellt Sky zumindest diese Sendungen inzwischen wieder in Eigenregie her. Im Januar 2011 wurde bekannt, dass Sky der neue Hauptsponsor des Preises Jupiter ist, den die Zeitschrift Cinema vergibt. Erstmals dürfen Zuschauer von Sky die „Beste internationale TV-Serie“ küren.

## Bedeutende, auch ehemalige Kommentatoren und Moderatoren
- Christian Akber-Sade (Fußball)
- Dennis Baier (Handball)
- Riccardo Basile (Fußball)
- Marc Behrenbeck (Fußball)
- Franz Büchner (Eishockey)
- Frank Buschmann (Fußball)
- Kai Dittmann (Fußball)
- Yannick Erkenbrecher (Fußball)
- Roland Evers (Fußball)
- Oliver Faßnacht (Tennis)
- Jonas Friedrich (Fußball, Tennis, Golf)
- Florian Fritsch (Golf)
- Wolff-Christoph Fuss (Fußball)
- Markus Götz (Handball, Fußball, Tennis)
- Adrian Grosser (Golf)
- Joachim Hebel (Fußball)
- Sebastian Hellmann (Fußball)
- Stefan Hempel (Fußball, Tennis)
- Torben Hoffmann (Fußball, Tennis)
- Britta Hofmann (Fußball)
- Ruth Hofmann
- Raphael Honigstein (Fußball)
- Jessica Kastrop (Fußball)
- Tabea Kemme (Fußball)
- Katharina Kleinfeldt (Fußball, Handball)
- Hansi Küpper (Fußball)
- Michael Leopold (Fußball)
- Marcus Lindemann (Fußball)
- Heiko Mallwitz (Fußball, Handball)
- Nele Ocik (Fußball)
- Karsten Petrzika (Fußball, Handball)
- Ulli Potofski (Fußball)
- Sascha Roos (Fußball, Formel 1)
- Florian Schmidt-Sommerfeld (Handball, Fußball)
- Esther Sedlaczek (Fußball)
- Thomas Wagner (Fußball, Tennis)
- Patrick Wasserziehr (Fußball)
- Viola Weiss (Fußball)
- Martin Winkler (Fußball)
- Katja Wunderlich (Fußball)
- Oliver Zwartyes (Eishockey)

## Kritik

### Kritik an der Unternehmenspolitik seit dem Wechsel zu Comcast
Während der Sohn von Rupert Murdoch, James Murdoch, der im Murdoch-Imperium für die Geschicke von Sky Deutschland verantwortlich war, sich intensiv mit der deutschen Marktsituation beschäftigt habe, den teuren Start von Sky Sport News und Investitionen in eine neue Receiver-Generation unterstützte und dazu beitrug, Sky Deutschland sehr viel Geld für exklusive Sportrechte zur Verfügung zu stellen (Sky zahlte für die Bundesliga und den internationalen Fußball zeitweise 1 Milliarde Euro jährlich), was letztlich dazu geführt habe, dass Sky Deutschland unter der Leitung von Brian Sullivan im Geschäftsjahr 2015/16 erstmals die Gewinnzone erreicht habe, sei das Interesse an Sky Deutschland bei den Comcast-Eignern schnell verflacht.
Sie fanden sich damit ab, die in den Folgejahren erneut entstandenen Verluste der deutschen Sky mit den Gewinnen der britischen Sky auszugleichen, und investierten weder in neue Produkte noch in neue Technik. Sie verschliefen auch die Entwicklung des Subscription-Video-on-Demand. Comcast wurde vorgehalten, zu groß, zu global und zu wenig bereit zu sein, sich mit den Details des fernen Deutschlands zu befassen.
Während Netflix, DAZN, Prime Video, Disney+, Paramount+, RTL+, Apple TV+ und andere Streamingdienste sich seit 2015 nach und nach auf dem Markt etablierten, längst monatlich kündbar und ebenso schnell wie einfach zu installieren und zu abonnieren waren, habe Sky – nicht zuletzt auch wegen der kostenintensiven und langfristigen Sportverträge – an Laufzeitverträgen über 24 Monate (zuletzt aus rechtlichen Gründen: 12 Monate) festgehalten. Sky sei eher teuer und kompliziert geblieben: Im Angebot koste der volle Sky-Zugang 35 Euro in den ersten 12 Monaten, danach 48 Euro pro Monat. RTL+ gebe es als Premium-Variante dagegen schon für 7 Euro monatlich.
Auch habe man lange daran festgehalten, dass ohne die schwarze Box, die inzwischen durch einen vergleichsweise zeitgemäßen SkyQ-Receiver ersetzt wurde, nichts gehe. Selbst 2023 sei Sky in der Handhabung, insbesondere bei der Nutzung von Sky Go auf dem klassischen PC schwerfällig. Die Marke WOW, die zeitlich begrenzten Zugang zu dem Sky-Angebot biete, werde nicht unbedingt mit Sky in Verbindung gebracht und die SkyQ-App sei auf Fernsehgeräten mit Internetanbindung und vorinstallierten Apps nicht verfügbar. Dafür habe Sky stets versucht, sich als Aggregator für die vielen unterschiedlichen Apps zu positionieren, aber nicht gesehen, dass halbwegs moderne Fernsehgeräte diese Rolle inzwischen ohne Zusatzkosten übernommen hätten.
Ob es sich ausgezahlt habe, sich aus dem internationalen Fußballgeschäft wie der UEFA Champions League und der UEFA Euro League zurückzuziehen, um Kosten zu sparen, sei unklar. Es sei fraglich, ob der Schritt, seit Sommer 2021 noch 200 der 306 Bundesliga-Einzelspiele anzubieten und die Rechte an der Champions League aufzugeben, wirtschaftlich sinnvoll gewesen sei. Auch die Ära der aufwändigen Eigenproduktionen wie Babylon Berlin habe geendet. Mit der vierten und letzten Staffel von Das Boot habe im Herbst 2023 die Produktion deutscher fiktionaler Inhalte aufgehört. Stattdessen werden für den deutschen Markt nun nur noch Dokumentationen produziert, was billiger sei.
Die Historie belege, dass es, um an die Erfolge zwischen 2010 und 2015 anzuknüpfen, eines oder mehrerer Gesellschafter mit einer klaren Vision und der Bereitschaft zu investieren bedürfe. Lokale Expertise im Management sei wünschenswert, mindestens aber Entscheidungsträger mit dem Willen, sich mit dem deutschen Markt und seinen Gegebenheiten zu beschäftigen. Comcast sei dafür augenscheinlich nicht der richtige Partner.

### Preispolitik gegenüber Sportsbars

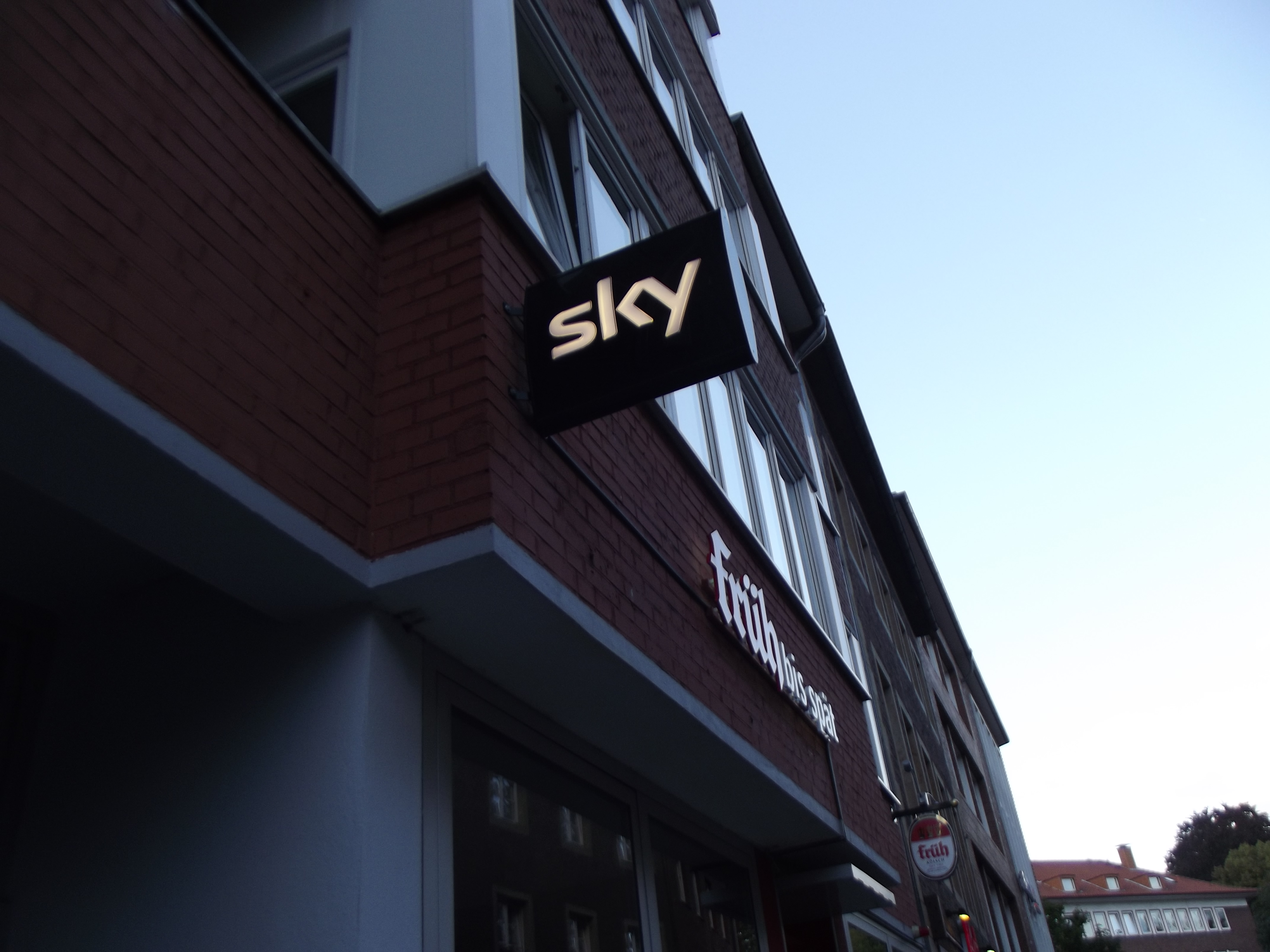
Sky Sportsbar

Die Preispolitik von Sky gab im Bereich der Gastronomie („Sky Sportsbars“) Anlass zu verstärkter Kritik. Seit März 2013 wurden die Abonnement-Preise mehrmals angehoben. Anlass dafür war, dass Sky das Entgelt nicht mehr allein an der Größe des Kundenbetriebs ausgerichtet hat. Neue preisbestimmende Kriterien sind nun die Kaufkraft, Bevölkerungsdichte und „Sportaffinität“ der Region sowie die Nähe zu einem Veranstaltungsort (Fußballstadion). Für eine Kneipe in Berlin-Friedrichshagen bedeutete dies beispielsweise eine knappe Verdreifachung des ursprünglichen Entgelts von 220 auf 600 Euro ab Oktober 2014. Manche Gastronomen haben den Vertrag mit Sky daraufhin gekündigt; in einigen Fällen hat Sky seine Entgeltforderung danach reduziert, um die Gastronomen zu einem Verbleib zu bewegen. Das entspricht dem Muster, das Sky auch im Privatkundengeschäft anwendet: Kündigt der Privatkunde, wird ihm ein Verbleib regelmäßig mit hohen „Rückholerrabatten“ (über 50 % des Listenpreises) schmackhaft gemacht.

### Werbeunterbrechungen innerhalb laufender Sendungen
Am 20. Januar 2016 wurde bekannt, dass Sky die bisher aktiv beworbene Werbefreiheit innerhalb von laufenden Sendungen aufgibt; sogenannte Unterbrecherwerbung war bislang nur im werbefinanzierten Free-TV üblich und galt als Abgrenzung zum Bezahlfernsehen. Erste Werbeunterbrechungen sowie Programmhinweise während des laufenden Programms werden seit Mitte Januar 2016 regelmäßig auf dem Sky-Sender Sky Krimi ausgestrahlt. In einer Pressemitteilung teilte der Sender mit, dass Werbeunterbrechungen künftig nur auf den beiden Sendern Sky Cinema HD und Sky Atlantic HD ausgeschlossen sind; für Sky sei die Einführung von Werbung zudem ein „Servicethema“ für Kunden. Der Hinweis auf werbefreies Fernsehen wurde mit der im Dezember 2015 eingeführten neuen Angebots- und Paketstruktur nach und nach aus der Sky-Eigenwerbung entfernt.
Bereits vor der Einführung von Unterbrecherwerbung im laufenden Programm zeigte Sky Werbung während ausgewählter Sportübertragungen, beispielsweise in Halbzeitpausen von Fußballübertragungen, sowie Programmhinweise im Abspann von Filmen (L-Werbeformate, bei denen das Hauptbild verkleinert wird).
Die Nutzer von Sky Go sahen sich wiederholt mit unvorhergesehenen Werbeblockeinblendungen über mehrere Minuten im Jahre 2018, am 26. Spieltag der Saison 2020/21 und am 15. Januar 2022 während einer laufenden Fußballübertragung konfrontiert. Sky erklärte zu dem Vorfall im Januar 2022, es habe sich um ein technisches oder menschliches Versehen gehandelt, für das man sich entschuldige.

### Unerlaubte Telefonwerbung
Sky stand mehrfach wegen unerlaubter Telefonwerbung in der Kritik. In zwölf Verfahren wurden Geldbußen in einer Gesamthöhe von 161.500 Euro verhängt. Diese Bußgelder waren rechtskräftig geworden. Im Dezember 2019 hat die Bundesnetzagentur gegen das Unternehmen erneut ein Bußgeld in Höhe von 250.000 Euro verhängt. Sky habe die Einwilligung für Werbeanrufe nicht mit der gebotenen Sorgfalt überprüft und Widerrufe nicht ordnungsgemäß verarbeitet.